# 錢兆琛
錢兆琛（Alex Chin，2000年2月3日－），生於香港，香港足球運動員，司職守門員，現時效力香港超級聯賽球會大埔。

## 球會生涯
錢兆琛的职业生涯始于香港超级联赛球会大埔。
2020年11月7日，錢兆琛加盟香港甲级联赛俱乐部南華。
2023/24球季，錢兆琛於三年後再次加盟港超聯球會大埔。

## 國際賽生涯
錢兆琛合資格成為湯加國腳。

## 外部連結
- Soccerway資料庫：錢兆琛